# Charlottenborg
Charlottenborg er hjemstedet for flere kunstinstitutioner, blandt andre Kunsthal Charlottenborg, Det Kongelige Danske Kunstakademi og Danmarks Kunstbibliotek. Det ligger på Kongens Nytorv i København. Den ældste del af Charlottenborg er det gamle Charlottenborg Slot som stammer fra slutningen af 1670'erne. Charlottenborg Slot blev opført af Ulrik Frederik Gyldenløve og var en af de første større bygninger, som blev opført på det nyudlagte Kongens Nytorv. Gyldenløve nedbrød og genanvendte  sten fra Kalø Slot til at bygge sit nye palæ.

## Bygningens historie
Christian IV havde skænket en del af grunden til sin elskerinde Vibeke Kruse som en "lyst- og køkkenhave", og derfra gik den i arv til Ulrik Christian Gyldenløve. Siden blev grunden overdraget til Ulrik Frederik Gyldenløve, som fik skøde på den i 1669.

### Palæet
Opførelsen af Gyldenløves Palais, som det oprindeligt blev kaldt, begyndte den 3. april 1672 og stod på mens Gyldenløve mest opholdt sig i Norge. Det stod som en trefløjet bygning i 1677. I 1683 blev slotsgården lukket, da der blev bygget en lavere fjerde fløj ud mod slothaven, der lå langs den ligeledes nyopførte Nyhavnskanal ned til vandet. Efter Christian 5.'s død i 1699 overtog dronningen, Charlotte Amalie, palæet som enkesæde den 5. juni 1700 for en sum af 50.000 kronedaler. Herefter blev det kaldt Charlottenborg.
Efter enkedronningens død i 1714 gik det i arv nogle gange for så at havne hos Christian VI. Det blev renoveret i 1736-37 og fik skiftende anvendelser og beboere for en periode. Således lagde det hus til bl.a. Det musikalske Societet, Kjøbenhavnske Assignation-, Vexel- og Laanebank, Christianhavns tyske Kirkes Lotteri, og Det kgl. danske Selskab til den nordiske Histories og Sprogets Forbedring. Der var også blevet indrettet en lille teatersal som blev anvendt til koncerter, operaer og skuespil.

### Kunstakademiet
Alle disse aktiviteter måtte dog efterhånden vige, da kunsten tog over. Kunstakademiet var blevet oprettet i 1701 og den tilhørende skole, "Male- og Tegneakademiet" var kommet til i 1744. I 1753 overtog skolen en stor del af Charlottenborg, og i 1787 blev palæet endeligt overdraget til akademiet som ejendom – dog med undtagelse af en periode efter Københavns brand i 1795, hvor et antal institutioner midlertidigt flyttede ind.

### Udstillingsbygningen
Parken, som også var overdraget til akademiet, blev i 1778 omdannet, da Københavns botaniske have her fik sin tredje placering. Botanisk Have flyttede videre til sin nuværende placering i 1874, da voldene blev sløjfet, og akademiet brugte nu i stedet sit haveareal til at opføre en udstillingsbygning, som stod færdig i 1883. Bygningen blev tegnet af de to arkitekter Albert Jensen og Ferdinand Meldahl.
Udstillingsbygningen gennemgik en omfattende renovering i 2007-08, hvorunder stedet forandrede navn fra udstillingsbygning til Kunsthal Charlottenborg. Kunsthal Charlottenborg og Det Kongelige Danske Kunstakademis Billedkunstskoler er med virkning fra 1. september 2012 fusioneret til en samlet organisation på initiativ af Kulturministeriet.
Kunsthal Charlottenborg er derfor nu en del af Det Kongelige Danske Kunstakademis Billedkunstskoler, hvis rektor er den øverste leder af institutionen, så kunsthallens direktør refererer til rektor. Kunsthal Charlottenborgs er med sine 1200 kvadratmeter udstillingsareal en af de største udstillingbygninger i Nordeuropa.[kilde mangler]

## Charlottenborg i dag
Charlottenborg huser stadig flere institutioner med tilknytning til kunstverdenen. Desuden afholdes der udstillinger i udstillingsbygningen.